# Wilkinson megye (Georgia)
Wilkinson megye az Amerikai Egyesült Államokban, azon belül Georgia államban található. Megyeszékhelye Irwinton, legnagyobb városa Gordon. Lakosainak száma 8877 fő (2020. április 1.). Wilkinson megye Baldwin, Bleckley, Washington, Johnson, Laurens, Twiggs és Jones megyékkel határos.

## Népesség
A megye népességének változása:
| Lakosok száma | 9517 | 9459 | 9542 | 9432 | 9155 | 8877 |
|               | 2010 | 2011 | 2012 | 2013 | 2015 | 2020 |